# 杭州中心
杭州中心（英語：Hangzhou Center）是一座位于杭州市武林广场东侧的综合体，由华润置地、绿城集团和杭州地铁集团共同开发，项目总投资超过80亿元，2017年9月29日开工建设。2023年12月24日，商场开业。杭州中心四季酒店于2024年9月1日正式启用。

## 简介
2011年，杭州地铁置业以26.81亿元拿下杭州中心项目所在地块，2013年7月引入绿城共同开发。2016年，华润置地入股项目并取得操盘权。
“杭州中心”为地铁武林广场站的上盖物业，由A塔、B塔加裙楼构成，双楼高130米，A塔规划9层以上为写字楼，B塔引入了甲级写字楼和顶级奢华的四季酒店，此外还会引进体量约6万平米8层高端商场，以及拥有1100多个停车位的地下四层停车场（负三至负六层），中心总建筑面积约26万平米。建筑由Lead8设计，設計概念源自杭州的山水意型，外立面參考了中國古典畫的「亭臺樓閣」、 「寶石流霞」和「西湖水面」。

## 商场
B2为餐饮、地铁出入口，B1为潮流、户外、数码，L1为国际潮流，L2为时尚、设计，L3为设计、中心美术馆，L4-L8主力是餐饮，L8有屋顶花园。7楼专门设有商场与写字楼、四季酒店之间的人行通道。
入驻商家有英国时装品牌“西太后”（杭州首店）、MITHRIDATE、锦西湖（全国首店）、喜禄顺德菜（全国首店）、龙码头、临家闽南宴、点都德、凑凑火锅、青鹤谷、oone ccup、茉莉奶白、裕莲茶楼、%Arabica、麻布屋、校村炸鸡等。

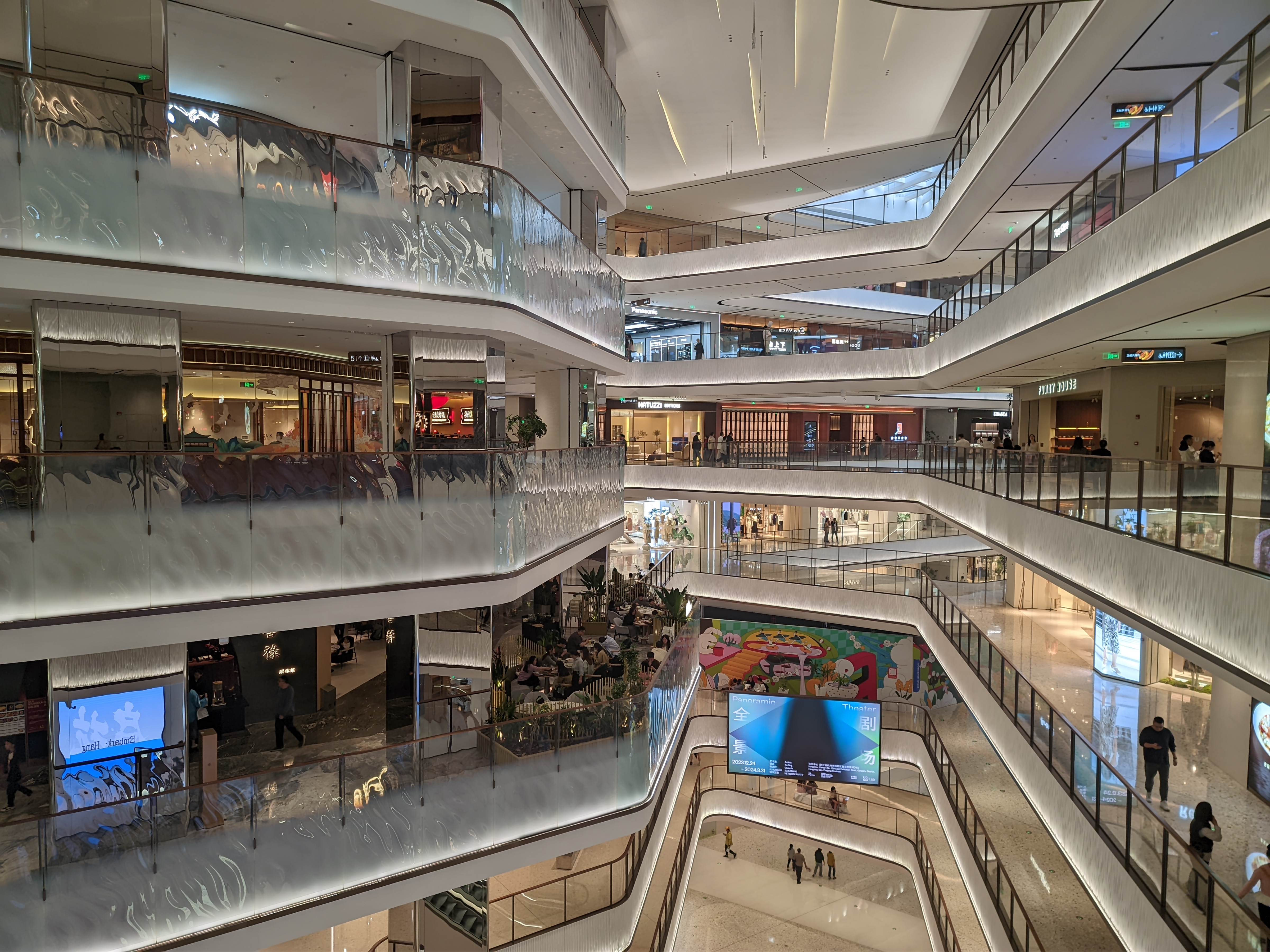
商场内部
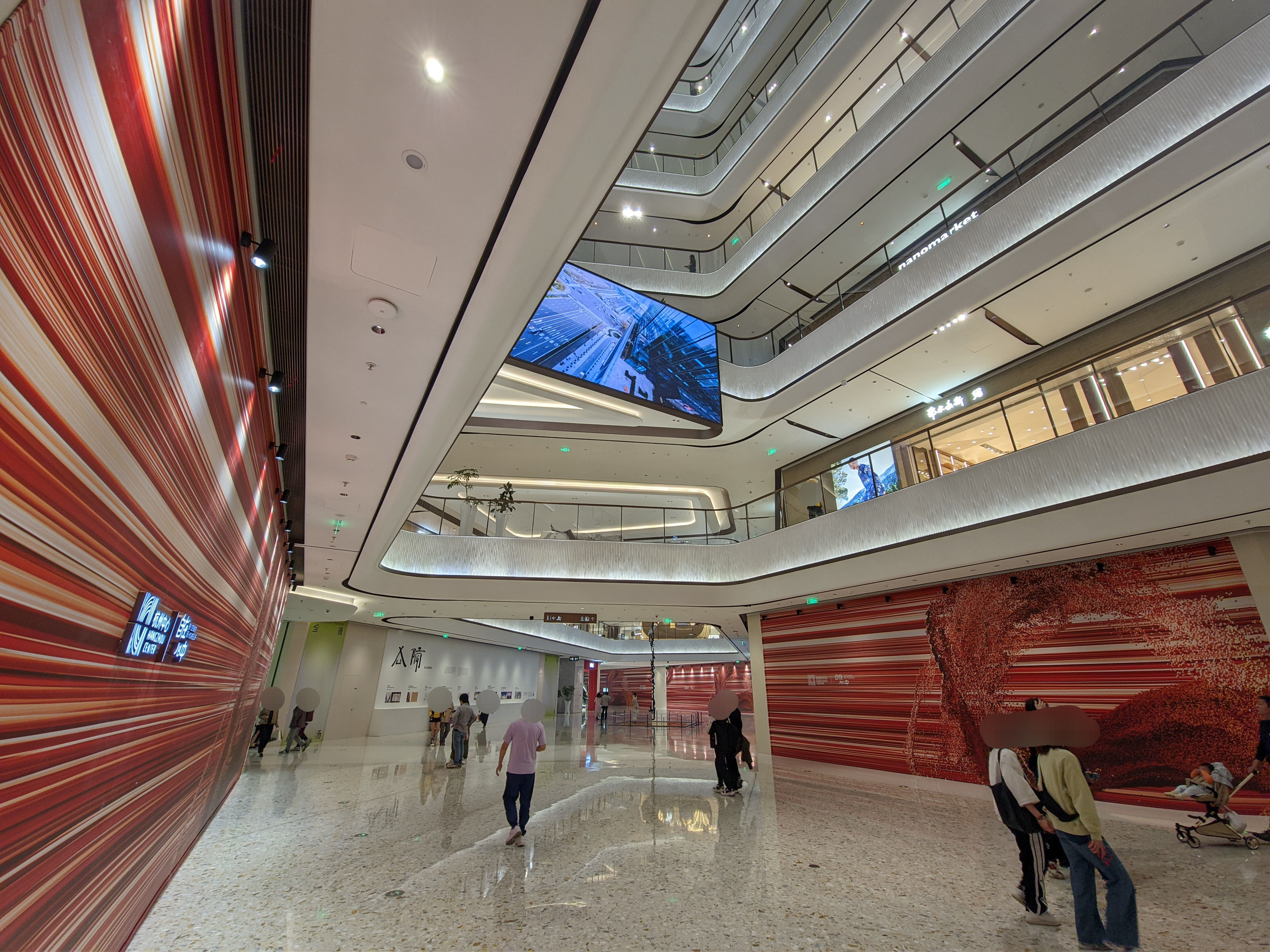
中庭

## 酒店

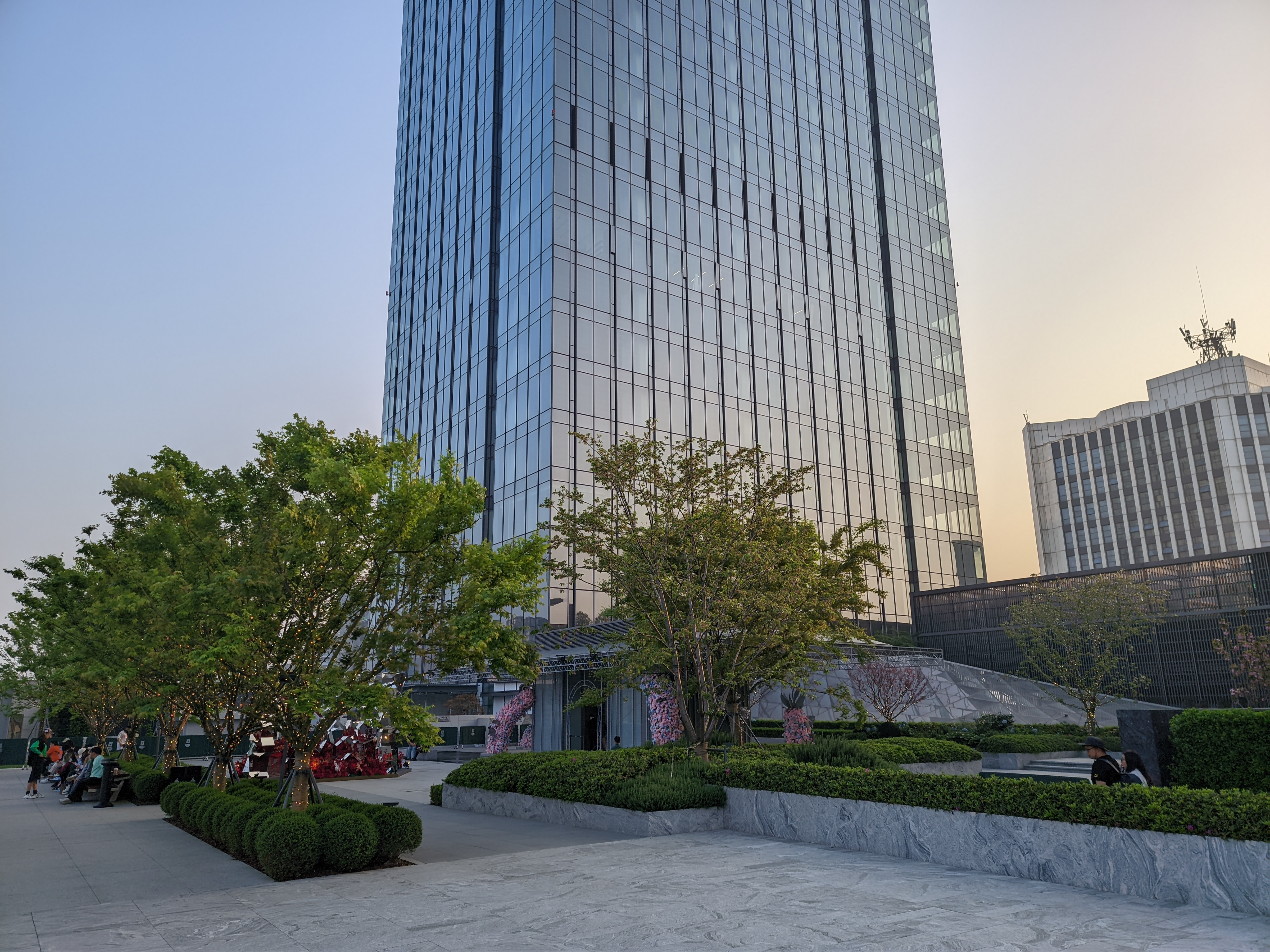
位于8楼的屋顶花园

杭州中心四季酒店由Goettsch Partners和GAD负责建筑设计，Avalon Collective负责室内设计，由AB Concept和Kokai Studio共同负责餐厅和酒吧设计，由P LANDSCAPE负责景观设计。酒店配备214间奢华客房和套房，面积从54平米到300多平米不等。四季酒店有特色中餐厅，屋顶花园酒吧，花园茶亭，全日制餐厅等用餐设施。酒店还拥有2,855平米的室内外活动空间，包括1,290平米的无柱宴会厅。酒店还提供超过1,000平米的休闲娱乐空间，包括室内游泳池、按摩浴缸、水疗中心和健身设施等。

## 交通
杭州地铁1号线和3号线在该地设有武林广场站。

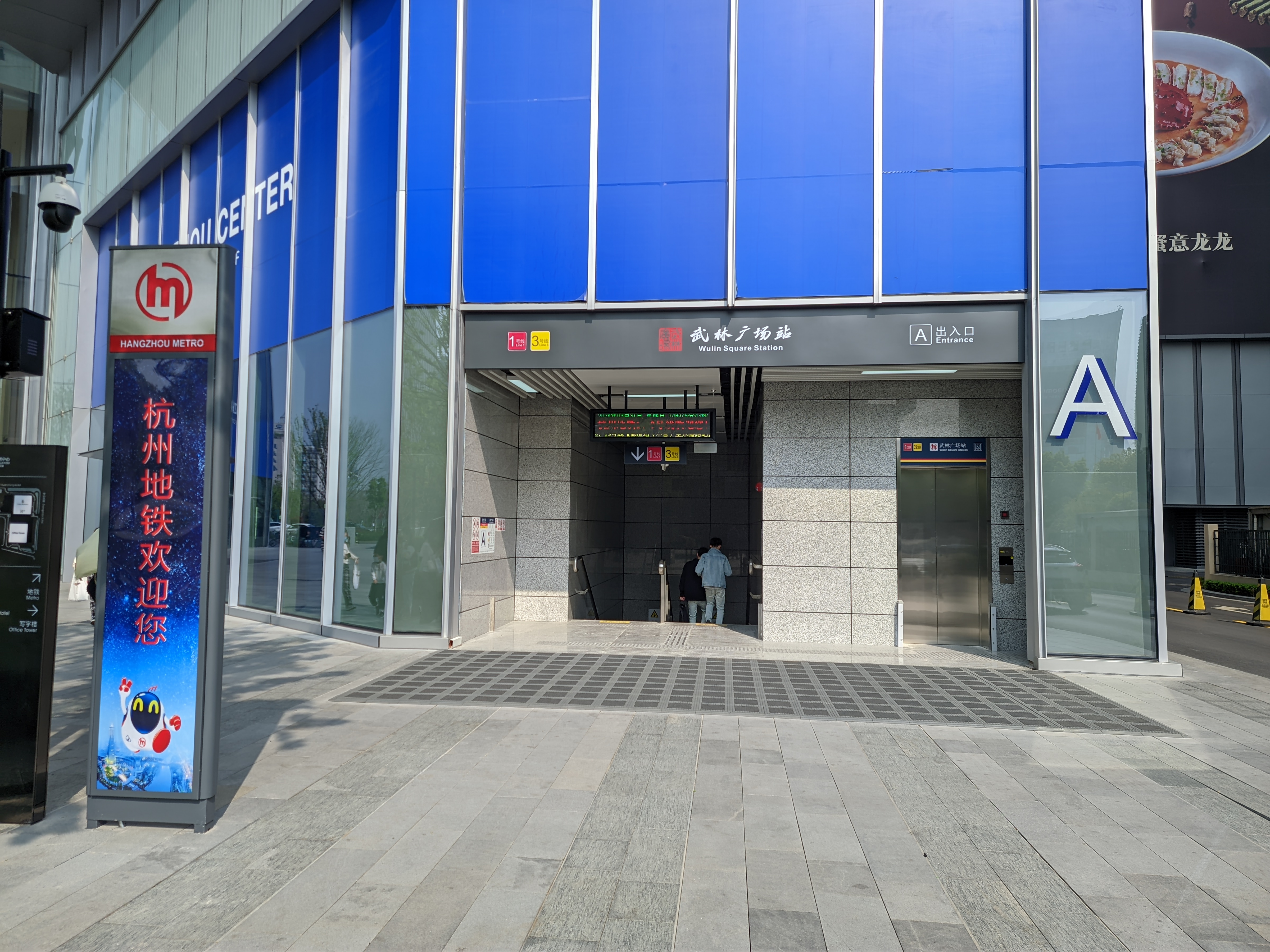
与商场建筑共构的地铁武林广场站A出口
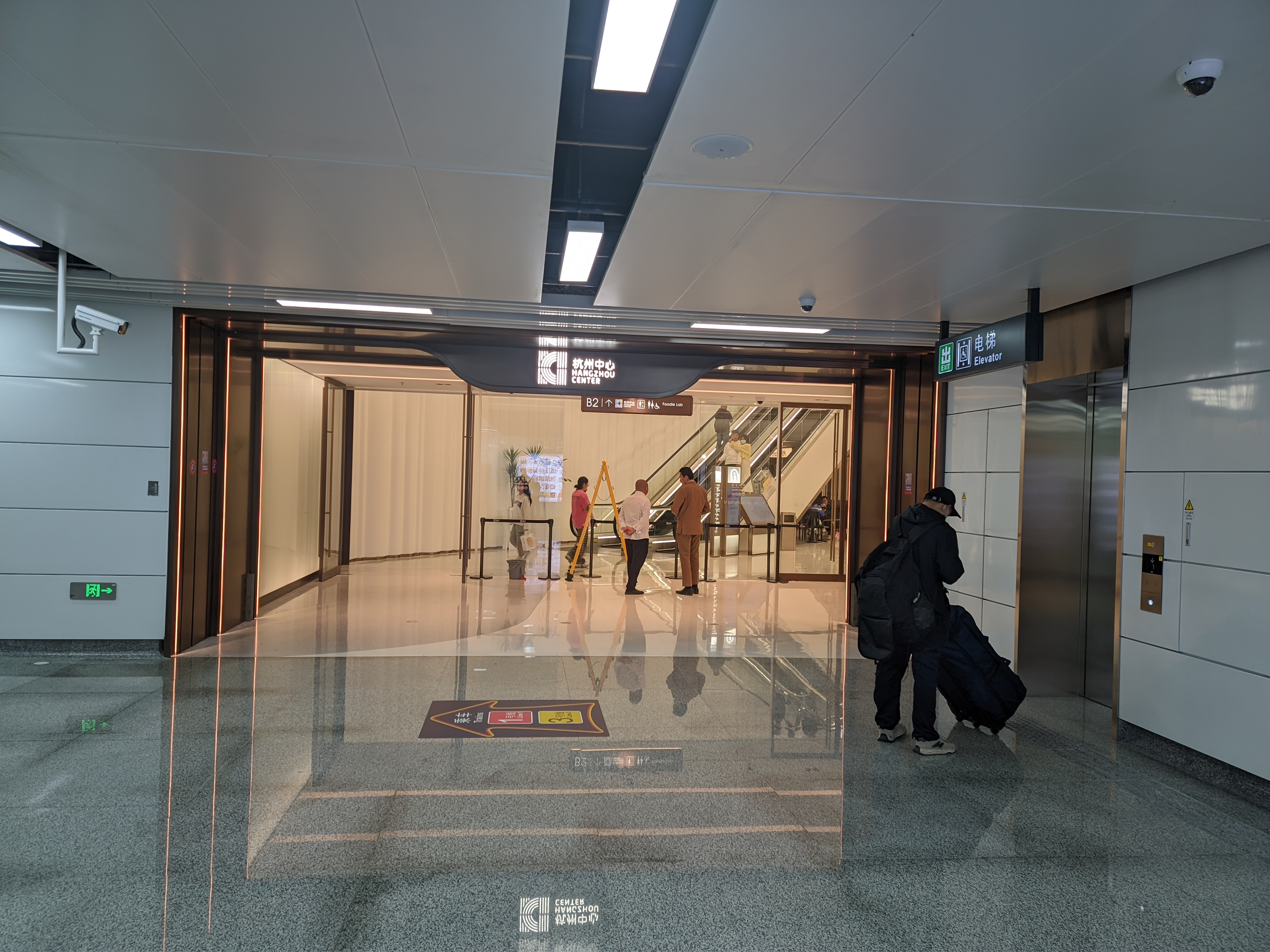
位于B2的地铁站与商场的连通道